# Brushane og Klyde
Brushane og Klyde er en dansk naturfilm fra 1947, der er instrueret af Arthur Christiansen.

## Handling
Den første halvdel viser brushanernes parringskampe om foråret, reden og ungerne, og man ser, hvorledes brushønen anstiller sig, når den skræmmes. Anden halvdel viser klydens liv sommeren igennem, til den om efteråret drager sydpå.